# Elecciones regionales de Ayacucho de 2022
Las elecciones regionales de Ayacucho de 2022 se llevaron a cabo el 2 de octubre de 2022 para elegir al gobernador regional, al vicegobernador regional y al Consejo Regional para el periodo 2023-2026. La elección se celebró simultáneamente con elecciones regionales y municipales (provinciales y distritales) en todo el Perú.

## Sistema electoral
El Gobierno Regional de Ayacucho es el órgano administrativo y de gobierno del departamento de Ayacucho. Está compuesto por el gobernador regional, el vicegobernador regional y el Consejo Regional.
La votación se realiza en base al sufragio universal, que comprende a todos los ciudadanos nacionales mayores de dieciocho años, empadronados y residentes en el departamento de Ayacucho y en pleno goce de sus derechos políticos.
El gobernador y vicegobernador regional son elegidos por sufragio directo. Para que un candidato sea proclamado ganador debe obtener no menos de 30 % de votos válidos. En caso ningún candidato logre ese porcentaje en la primera vuelta electoral, los dos candidatos más votados participan en una segunda vuelta o balotaje. No hay reelección inmediata de gobernadores regionales.
El Consejo Regional de Ayacucho está compuesto por 17 consejeros elegidos por sufragio directo para un período de cuatro (4) años. La votación es por lista cerrada y bloqueada. Cada provincia del departamento de Ayacucho constituye una circunscripción electoral. Se asigna a la lista ganadora los escaños según el método d'Hondt. La distribución y el número de consejeros regionales es la siguiente:
| Circunscripción                                                                         | Escaños | Mapa |
| --------------------------------------------------------------------------------------- | ------- | ---- |
| Huamanga                                                                                | 3       |      |
| Cangallo, Huanta, La Mar y Lucanas(+1)                                                  | 2       |      |
| Huanca Sancos, Parinacochas, Paucar del Sara Sara, Sucre, Víctor Fajardo y Vilcashuamán | 1       |      |

## Composición del Consejo Regional de Ayacucho
La siguiente tabla muestra la composición del Consejo Regional de Ayacucho antes de las elecciones.
| Partidos | Partidos                          | Consejeros |
| -------- | --------------------------------- | ---------- |
|          | Musuq Ñan                         | 7          |
|          | Qatun Tarpuy                      | 5          |
|          | Movimiento Regional Gana Ayacucho | 3          |
|          | Desarrollo Integral Ayacucho      | 1          |

## Elecciones internas
Los partidos políticos realizaron la convocatoria a elecciones internas (15–22 de enero de 2022) para definir a los candidatos de sus organizaciones en listas cerradas y bloqueadas. Se sometieron a elección las candidaturas a:
- Gobernador y vicegobernador regional de Ayacucho (2 candidaturas).
- Consejo Regional de Ayacucho (17 candidaturas).

Existen dos modalidades para la organización de las elecciones internas:
- Modalidad de elección directa: con voto universal, libre, voluntario, igual, directo y secreto de los afiliados. Fue la modalidad utilizada por Movimiento Regional Wari Llaqta,[5] Alianza para el Progreso,[6] Somos Perú[7] y Movimiento Regional AGUA.[5] Las elecciones se realizaron el 15 de mayo de 2022.
- Modalidad de delegados: a través de delegados previamente elegidos mediante voto universal, libre, voluntario, igual, directo y secreto de los afiliados. Fue la modalidad utilizada por Movimiento Regional Gana Ayacucho,[5] Alianza por Nuestro Desarrollo[5] y Frente de la Esperanza.[8] Las elecciones se realizaron el 22 de mayo de 2022.

## Partidos y candidatos
A continuación se muestra una lista de los principales partidos y alianzas electorales que participan en la elección:
| Candidatura | Candidatura | Partidos y alianzas                            | Candidatos | Candidatos                 | Ideología                                                          | Resultado previo | Resultado previo | Ref.          |
| Candidatura | Candidatura | Partidos y alianzas                            | Candidatos | Candidatos                 | Ideología                                                          | Votos (%)        | Con.             | Ref.          |
| ----------- | ----------- | ---------------------------------------------- | ---------- | -------------------------- | ------------------------------------------------------------------ | ---------------- | ---------------- | ------------- |
|             | GA          | Lista - Movimiento Regional Gana Ayacucho (GA) |            | Richard Prado Ramos        | Regionalismo ayacuchano                                            | 12.96%           | 3                | [ 9 ]         |
|             | WL          | Lista - Movimiento Regional Wari Llaqta (WL)   |            | Wilfredo Oscorima Núñez    | Regionalismo ayacuchano                                            | 6.38%            | 1                | [ 10 ] [ 11 ] |
|             | APP         | Lista - Alianza para el Progreso (APP)         |            | Zonia García Bendezú       | Liberalismo económico Conservadurismo liberal Populismo de derecha | 5.00%            | 0                | [ 9 ]         |
|             | SP          | Lista - Somos Perú (SP)                        |            | Nilda Villavicencio Flores | Democracia cristiana Conservadurismo social                        | Nuevo            | Nuevo            | [ 9 ]         |
|             | FE          | Lista - Frente de la Esperanza (FE)            |            | Richard Ortega Quispe      | Reformismo                                                         | Nuevo            | Nuevo            | [ 9 ]         |
|             | AGUA        | Lista - Movimiento Regional AGUA (AGUA)        |            | Pabel Bellido Miranda      | Regionalismo ayacuchano                                            | Nuevo            | Nuevo            | [ 12 ]        |

## Sondeos de opinión
Las siguientes tablas enumeran las estimaciones de la intención de voto en orden cronológico inverso, mostrando las más recientes primero y utilizando las fechas en las que se realizó el trabajo de campo de la encuesta. Cuando se desconocen las fechas del trabajo de campo, se proporciona la fecha de publicación.
Leyenda:
     Sondeo realizado en el periodo de prohibición legal de la difusión de sondeos de intención de voto.

### Intención de voto
La siguiente tabla enumera las estimaciones ponderadas (sin incluir votos en blanco y nulos) de la intención de voto.
|                                                           |                |      |      |      |      |     |     |     |      |  |  |
| Elecciones regionales de 2022                             | 2 oct 2022     | —    | 46.8 | 34.2 | 12.6 | 2.5 | 2.0 | 1.9 | 12.6 |  |  |
|                                                           |                |      |      |      |      |     |     |     |      |  |  |
| Ipsos Perú/América                                        | 2 oct 2022     | ?    | 46.7 | 34.6 | 12.6 | –   | –   | 2.5 | 12.1 |  |  |
| Ipsos Perú/América                                        | 2 oct 2022     | ?    | 41.9 | 36.8 | 10.8 | –   | 3.8 | –   | 5.1  |  |  |
| Delfos, Estudios, Investigación y Análisis Socioeconómico | 12–18 sep 2022 | 4195 | 62.7 | 19.0 | 10.1 | 1.7 | 1.6 | 5.0 | 43.7 |  |  |
| Delfos, Estudios, Investigación y Análisis Socioeconómico | 1–7 ago 2022   | 3735 | 55.4 | 17.0 | 10.5 | 2.0 | 1.7 | 1.4 | 38.4 |  |  |

### Preferencias de voto
La siguiente tabla enumera las preferencias de voto en bruto (incluyendo blancos, viciados y sin respuesta) y no ponderadas.
| Encuestadora/Medio                                        | Fecha          | Muestra | Wilfredo Oscorima | Pabel Bellido | Richard Prado | Nilda Villavice. | Zonia García | Richard Ortega | B/V  | NS/NO | Dif. |  |  |  |
| --------------------------------------------------------- | -------------- | ------- | ----------------- | ------------- | ------------- | ---------------- | ------------ | -------------- | ---- | ----- | ---- |  |  |  |
| Encuestadora/Medio                                        | Fecha          | Muestra |                   |               |               |                  |              |                |      |       |      |  |  |  |
| Elecciones regionales de 2022                             | 2 oct 2022     | —       | 37.7              | 27.6          | 10.2          | 2.0              | 1.6          | 1.5            | 19.4 | –     | 10.1 |  |  |  |
|                                                           |                |         |                   |               |               |                  |              |                |      |       |      |  |  |  |
| Delfos, Estudios, Investigación y Análisis Socioeconómico | 12–18 sep 2022 | 4195    | 54.2              | 16.4          | 8.7           | 1.5              | 1.4          | 4.3            | 5.2  | 8.3   | 37.7 |  |  |  |
| Delfos, Estudios, Investigación y Análisis Socioeconómico | 1–7 ago 2022   | 3735    | 45.0              | 13.8          | 8.5           | 1.6              | 1.4          | 1.1            | 9.2  | 9.6   | 31.2 |  |  |  |

## Resultados

### Gobierno Regional de Ayacucho
|                      | Wilfredo Oscorima Núñez    | Movimiento Regional Wari Llaqta (WL)   | 138,965 | 46.79 |  |  |  |
|                      | Pabel Bellido Miranda      | Movimiento Regional AGUA (AGUA)        | 101,548 | 34.19 |  |  |  |
|                      | Richard Prado Ramos        | Movimiento Regional Gana Ayacucho (GA) | 37,565  | 12.65 |  |  |  |
|                      | Nilda Villavicencio Flores | Somos Perú (SP)                        | 7,331   | 2.47  |  |  |  |
|                      | Zonia García Bendezú       | Alianza para el Progreso (APP)         | 5,905   | 1.99  |  |  |  |
|                      | Richard Ortega Quispe      | Frente de la Esperanza (FE)            | 5,655   | 1.90  |  |  |  |
|                      |                            |                                        |         |       |  |  |  |
| Total                | Total                      | Total                                  | 296,969 |       |  |  |  |
|                      |                            |                                        |         |       |  |  |  |
| Votos válidos        | Votos válidos              | Votos válidos                          | 296,969 | 80.60 |  |  |  |
| Votos en blanco      | Votos en blanco            | Votos en blanco                        | 48,441  | 13.15 |  |  |  |
| Votos nulos          | Votos nulos                | Votos nulos                            | 23,017  | 6.25  |  |  |  |
| Votos emitidos       | Votos emitidos             | Votos emitidos                         | 368,427 | 74.68 |  |  |  |
| Abstenciones         | Abstenciones               | Abstenciones                           | 124,931 | 25.32 |  |  |  |
| Votantes registrados | Votantes registrados       | Votantes registrados                   | 493,358 |       |  |  |  |
|                      |                            |                                        |         |       |  |  |  |
| Fuente:              |                            |                                        |         |       |  |  |  |

### Consejo Regional de Ayacucho

#### Sumario general
| |                                        |              |              |              |         |         |  |
| Partidos y coaliciones                                                                                              | Partidos y coaliciones                 | Voto popular | Voto popular | Voto popular | Escaños | Escaños |  |
| Partidos y coaliciones                                                                                              | Partidos y coaliciones                 | Votos        | %            | ±pp          | Total   | +/−     |  |
| | Movimiento Regional AGUA (AGUA)        | 99,915       | 35.53        | Nuevo        | 10      | +10     |  |
| | Movimiento Regional Wari Llaqta (WL)1  | 92,954       | 33.05        | +26.75       | 7       | +7      |  |
| | Movimiento Regional Gana Ayacucho (GA) | 43,353       | 15.42        | +1.03        | 0       | –3      |  |
| | Alianza por Nuestro Desarrollo (ANDE)  | 27,262       | 9.69         | Nuevo        | 0       | ±0      |  |
| | Alianza para el Progreso (APP)         | 10,656       | 3.79         | –2.24        | 0       | ±0      |  |
| | Frente de la Esperanza (FE)            | 7,085        | 2.52         | Nuevo        | 0       | ±0      |  |
| |                                        |              |              |              |         |         |  |
| Total | Total                                  | 281,225      |              |              | 17      | +1      |  |
| |                                        |              |              |              |         |         |  |
| Votos válidos | Votos válidos                          | 281,225      | 76.33        | –2.54        |         |         |  |
| Votos en blanco | Votos en blanco                        | 63,380       | 17.20        | +4.72        |         |         |  |
| Votos nulos | Votos nulos                            | 23,822       | 6.47         | –2.19        |         |         |  |
| Votos emitidos | Votos emitidos                         | 368,427      | 74.68        | –2.08        |         |         |  |
| Abstenciones | Abstenciones                           | 124,931      | 25.32        | +2.08        |         |         |  |
| Votantes registrados                                                                                                | Votantes registrados                   | 493,358      |              |              |         |         |  |
| |                                        |              |              |              |         |         |  |
| Fuente: |                                        |              |              |              |         |         |  |
| Notas al pie: 1 Comparado con los resultados de Tecnología de Punta para Ayacucho (TEPA) en las elecciones de 2018. |                                        |              |              |              |         |         |  |
| Notas al pie: |                                        |              |              |              |         |         |  |
| 1 Comparado con los resultados de Tecnología de Punta para Ayacucho (TEPA) en las elecciones de 2018.               |                                        |              |              |              |         |         |  |

#### Resultados por provincia
| Provincia            | AGUA     | AGUA | WL   | WL   | GA   | GA  | ANDE | ANDE | APP  | APP | FE   | FE  |   |
| Provincia            | %        | E    | %    | E    | %    | E   | %    | E    | %    | E   | %    | E   |   |
| -------------------- | -------- | ---- | ---- | ---- | ---- | --- | ---- | ---- | ---- | --- | ---- | --- | - |
| Provincia            | Cangallo | 48.6 | 1    | 40.2 | 1    | 1.4 | –    |      |      | 8.6 | –    | 1.2 | – |
| Huamanga             | 32.8     | 1    | 35.9 | 2    | 12.5 | –   | 13.3 | –    | 2.2  | –   | 3.3  | –   |   |
| Huanca Sancos        | 30.1     | 1    | 11.7 | –    | 20.0 | –   | 26.9 | –    | 10.4 | –   | 0.8  | –   |   |
| Huanta               | 43.3     | 1    | 28.9 | 1    | 17.7 | –   |      |      | 8.1  | –   | 2.0  | –   |   |
| La Mar               | 27.4     | 1    | 31.1 | 1    | 24.0 | –   | 15.0 | –    | 1.4  | –   | 1.1  | –   |   |
| Lucanas              | 41.1     | 1    | 31.6 | 1    | 19.0 | –   |      |      | 6.1  | –   | 2.2  | –   |   |
| Parinacochas         | 48.2     | 1    | 19.9 | –    | 28.3 | –   |      |      | 2.6  | –   | 1.0  | –   |   |
| Páucar del Sara Sara | 27.9     | 1    | 12.0 | –    | 25.4 | –   |      |      | 16.3 | –   | 18.3 | –   |   |
| Sucre                | 42.4     | 1    | 36.0 | –    | 13.6 | –   |      |      | 7.5  | –   | 0.4  | –   |   |
| Víctor Fajardo       | 31.8     | –    | 39.2 | 1    | 21.4 | –   | 6.4  | –    |      |     | 1.2  | –   |   |
| Vilcashuamán         | 34.4     | 1    | 33.6 | –    | 5.4  | –   | 26.1 | –    |      |     | 0.5  | –   |   |
| Total                | 35.5     | 10   | 33.1 | 7    | 15.4 | –   | 9.7  | –    | 3.8  | –   | 2.5  | –   |   |

Cangallo
| Partidos y coaliciones                                                                                              | Partidos y coaliciones                 | Voto popular | Voto popular | Voto popular | Escaños | Escaños |  |
| Partidos y coaliciones                                                                                              | Partidos y coaliciones                 | Votos        | %            | ±pp          | Total   | +/−     |  |
| --- | -------------------------------------- | ------------ | ------------ | ------------ | ------- | ------- |  |
| | Movimiento Regional AGUA (AGUA)        | 7,330        | 48.58        | Nuevo        | 1       | +1      |  |
| | Movimiento Regional Wari Llaqta (WL)1  | 6,064        | 40.19        | +34.57       | 1       | +1      |  |
| | Alianza para el Progreso (APP)         | 1,298        | 8.60         | +3.61        | 0       | ±0      |  |
| | Movimiento Regional Gana Ayacucho (GA) | 214          | 1.42         | –22.24       | 0       | –1      |  |
| | Frente de la Esperanza (FE)            | 181          | 1.20         | Nuevo        | 0       | ±0      |  |
| |                                        |              |              |              |         |         |  |
| Total | Total                                  | 15,087       |              |              | 2       | ±0      |  |
| |                                        |              |              |              |         |         |  |
| Votos válidos | Votos válidos                          | 15,087       | 72.48        | –7.80        |         |         |  |
| Votos en blanco | Votos en blanco                        | 4,696        | 22.56        | +11.01       |         |         |  |
| Votos nulos | Votos nulos                            | 1,031        | 4.95         | –3.22        |         |         |  |
| Votos emitidos | Votos emitidos                         | 20,814       | 75.33        | –1.61        |         |         |  |
| Abstenciones | Abstenciones                           | 6,817        | 24.67        | +1.61        |         |         |  |
| Votantes registrados                                                                                                | Votantes registrados                   | 27,631       |              |              |         |         |  |
| |                                        |              |              |              |         |         |  |
| Fuente: |                                        |              |              |              |         |         |  |
| Notas al pie: 1 Comparado con los resultados de Tecnología de Punta para Ayacucho (TEPA) en las elecciones de 2018. |                                        |              |              |              |         |         |  |
| Notas al pie: |                                        |              |              |              |         |         |  |
| 1 Comparado con los resultados de Tecnología de Punta para Ayacucho (TEPA) en las elecciones de 2018.               |                                        |              |              |              |         |         |  |

Huamanga
| Partidos y coaliciones                                                                                              | Partidos y coaliciones                 | Voto popular | Voto popular | Voto popular | Escaños | Escaños |  |
| Partidos y coaliciones                                                                                              | Partidos y coaliciones                 | Votos        | %            | ±pp          | Total   | +/−     |  |
| --- | -------------------------------------- | ------------ | ------------ | ------------ | ------- | ------- |  |
| | Movimiento Regional Wari Llaqta (WL)1  | 46,729       | 35.94        | +28.76       | 2       | +2      |  |
| | Movimiento Regional AGUA (AGUA)        | 42,596       | 32.76        | Nuevo        | 1       | +1      |  |
| | Alianza por Nuestro Desarrollo (ANDE)  | 17,357       | 13.35        | Nuevo        | 0       | ±0      |  |
| | Movimiento Regional Gana Ayacucho (GA) | 16,201       | 12.46        | +2.16        | 0       | ±0      |  |
| | Frente de la Esperanza (FE)            | 4,276        | 3.29         | Nuevo        | 0       | ±0      |  |
| | Alianza para el Progreso (APP)         | 2,870        | 2.21         | –2.89        | 0       | ±0      |  |
| |                                        |              |              |              |         |         |  |
| Total | Total                                  | 130,029      |              |              | 3       | ±0      |  |
| |                                        |              |              |              |         |         |  |
| Votos válidos | Votos válidos                          | 130,029      | 77.30        | +0.73        |         |         |  |
| Votos en blanco | Votos en blanco                        | 25,787       | 15.33        | +2.42        |         |         |  |
| Votos nulos | Votos nulos                            | 12,407       | 7.38         | –3.14        |         |         |  |
| Votos emitidos | Votos emitidos                         | 168,223      | 78.44        | –1.56        |         |         |  |
| Abstenciones | Abstenciones                           | 46,225       | 21.56        | +1.56        |         |         |  |
| Votantes registrados                                                                                                | Votantes registrados                   | 214,448      |              |              |         |         |  |
| |                                        |              |              |              |         |         |  |
| Fuente: |                                        |              |              |              |         |         |  |
| Notas al pie: 1 Comparado con los resultados de Tecnología de Punta para Ayacucho (TEPA) en las elecciones de 2018. |                                        |              |              |              |         |         |  |
| Notas al pie: |                                        |              |              |              |         |         |  |
| 1 Comparado con los resultados de Tecnología de Punta para Ayacucho (TEPA) en las elecciones de 2018.               |                                        |              |              |              |         |         |  |

Huanca Sancos
| Partidos y coaliciones                                                                                              | Partidos y coaliciones                 | Voto popular | Voto popular | Voto popular | Escaños | Escaños |  |
| Partidos y coaliciones                                                                                              | Partidos y coaliciones                 | Votos        | %            | ±pp          | Total   | +/−     |  |
| --- | -------------------------------------- | ------------ | ------------ | ------------ | ------- | ------- |  |
| | Movimiento Regional AGUA (AGUA)        | 1,301        | 30.13        | Nuevo        | 1       | +1      |  |
| | Alianza por Nuestro Desarrollo (ANDE)  | 1,163        | 26.93        | Nuevo        | 0       | ±0      |  |
| | Movimiento Regional Gana Ayacucho (GA) | 865          | 20.03        | –1.46        | 0       | ±0      |  |
| | Movimiento Regional Wari Llaqta (WL)1  | 507          | 11.74        | +11.18       | 0       | ±0      |  |
| | Alianza para el Progreso (APP)         | 449          | 10.40        | +7.87        | 0       | ±0      |  |
| | Frente de la Esperanza (FE)            | 33           | 0.76         | Nuevo        | 0       | ±0      |  |
| |                                        |              |              |              |         |         |  |
| Total | Total                                  | 4,318        |              |              | 1       | ±0      |  |
| |                                        |              |              |              |         |         |  |
| Votos válidos | Votos válidos                          | 4,318        | 75.71        | –5.89        |         |         |  |
| Votos en blanco | Votos en blanco                        | 980          | 17.18        | +5.56        |         |         |  |
| Votos nulos | Votos nulos                            | 405          | 7.10         | +0.32        |         |         |  |
| Votos emitidos | Votos emitidos                         | 5,703        | 69.40        | –1.59        |         |         |  |
| Abstenciones | Abstenciones                           | 2,515        | 30.60        | +1.59        |         |         |  |
| Votantes registrados                                                                                                | Votantes registrados                   | 8,218        |              |              |         |         |  |
| |                                        |              |              |              |         |         |  |
| Fuente: |                                        |              |              |              |         |         |  |
| Notas al pie: 1 Comparado con los resultados de Tecnología de Punta para Ayacucho (TEPA) en las elecciones de 2018. |                                        |              |              |              |         |         |  |
| Notas al pie: |                                        |              |              |              |         |         |  |
| 1 Comparado con los resultados de Tecnología de Punta para Ayacucho (TEPA) en las elecciones de 2018.               |                                        |              |              |              |         |         |  |

Huanta
| Partidos y coaliciones                                                                                              | Partidos y coaliciones                 | Voto popular | Voto popular | Voto popular | Escaños | Escaños |  |
| Partidos y coaliciones                                                                                              | Partidos y coaliciones                 | Votos        | %            | ±pp          | Total   | +/−     |  |
| --- | -------------------------------------- | ------------ | ------------ | ------------ | ------- | ------- |  |
| | Movimiento Regional AGUA (AGUA)        | 17,216       | 43.32        | Nuevo        | 1       | +1      |  |
| | Movimiento Regional Wari Llaqta (WL)1  | 11,470       | 28.86        | +20.45       | 1       | +1      |  |
| | Movimiento Regional Gana Ayacucho (GA) | 7,036        | 17.71        | +5.81        | 0       | ±0      |  |
| | Alianza para el Progreso (APP)         | 3,231        | 8.13         | +5.94        | 0       | ±0      |  |
| | Frente de la Esperanza (FE)            | 785          | 1.98         | Nuevo        | 0       | ±0      |  |
| |                                        |              |              |              |         |         |  |
| Total | Total                                  | 39,738       |              |              | 2       | ±0      |  |
| |                                        |              |              |              |         |         |  |
| Votos válidos | Votos válidos                          | 39,738       | 73.00        | –6.97        |         |         |  |
| Votos en blanco | Votos en blanco                        | 11,560       | 21.24        | +7.66        |         |         |  |
| Votos nulos | Votos nulos                            | 3,135        | 5.76         | –0.70        |         |         |  |
| Votos emitidos | Votos emitidos                         | 54,433       | 73.03        | –2.20        |         |         |  |
| Abstenciones | Abstenciones                           | 20,098       | 26.97        | +2.20        |         |         |  |
| Votantes registrados                                                                                                | Votantes registrados                   | 74,531       |              |              |         |         |  |
| |                                        |              |              |              |         |         |  |
| Fuente: |                                        |              |              |              |         |         |  |
| Notas al pie: 1 Comparado con los resultados de Tecnología de Punta para Ayacucho (TEPA) en las elecciones de 2018. |                                        |              |              |              |         |         |  |
| Notas al pie: |                                        |              |              |              |         |         |  |
| 1 Comparado con los resultados de Tecnología de Punta para Ayacucho (TEPA) en las elecciones de 2018.               |                                        |              |              |              |         |         |  |

La Mar
| Partidos y coaliciones                                                                                              | Partidos y coaliciones                 | Voto popular | Voto popular | Voto popular | Escaños | Escaños |  |
| Partidos y coaliciones                                                                                              | Partidos y coaliciones                 | Votos        | %            | ±pp          | Total   | +/−     |  |
| --- | -------------------------------------- | ------------ | ------------ | ------------ | ------- | ------- |  |
| | Movimiento Regional Wari Llaqta (WL)1  | 11,107       | 31.12        | +25.97       | 1       | +1      |  |
| | Movimiento Regional AGUA (AGUA)        | 9,763        | 27.35        | Nuevo        | 1       | +1      |  |
| | Movimiento Regional Gana Ayacucho (GA) | 8,582        | 24.04        | +4.79        | 0       | ±0      |  |
| | Alianza por Nuestro Desarrollo (ANDE)  | 5,340        | 14.96        | Nuevo        | 0       | ±0      |  |
| | Alianza para el Progreso (APP)         | 513          | 1.44         | –1.96        | 0       | ±0      |  |
| | Frente de la Esperanza (FE)            | 388          | 1.09         | Nuevo        | 0       | ±0      |  |
| |                                        |              |              |              |         |         |  |
| Total | Total                                  | 35,693       |              |              | 2       | ±0      |  |
| |                                        |              |              |              |         |         |  |
| Votos válidos | Votos válidos                          | 35,693       | 83.00        | +0.11        |         |         |  |
| Votos en blanco | Votos en blanco                        | 4,718        | 10.97        | –0.30        |         |         |  |
| Votos nulos | Votos nulos                            | 2,592        | 6.03         | +0.19        |         |         |  |
| Votos emitidos | Votos emitidos                         | 43,003       | 70.90        | –3.05        |         |         |  |
| Abstenciones | Abstenciones                           | 17,652       | 29.10        | +3.05        |         |         |  |
| Votantes registrados                                                                                                | Votantes registrados                   | 60,655       |              |              |         |         |  |
| |                                        |              |              |              |         |         |  |
| Fuente: |                                        |              |              |              |         |         |  |
| Notas al pie: 1 Comparado con los resultados de Tecnología de Punta para Ayacucho (TEPA) en las elecciones de 2018. |                                        |              |              |              |         |         |  |
| Notas al pie: |                                        |              |              |              |         |         |  |
| 1 Comparado con los resultados de Tecnología de Punta para Ayacucho (TEPA) en las elecciones de 2018.               |                                        |              |              |              |         |         |  |

Lucanas
| Partidos y coaliciones                                                                                              | Partidos y coaliciones                 | Voto popular | Voto popular | Voto popular | Escaños | Escaños |  |
| Partidos y coaliciones                                                                                              | Partidos y coaliciones                 | Votos        | %            | ±pp          | Total   | +/−     |  |
| --- | -------------------------------------- | ------------ | ------------ | ------------ | ------- | ------- |  |
| | Movimiento Regional AGUA (AGUA)        | 7,204        | 41.09        | Nuevo        | 1       | +1      |  |
| | Movimiento Regional Wari Llaqta (WL)1  | 5,532        | 31.55        | +27.21       | 1       | +1      |  |
| | Movimiento Regional Gana Ayacucho (GA) | 3,337        | 19.03        | +1.31        | 0       | –1      |  |
| | Alianza para el Progreso (APP)         | 1,066        | 6.08         | –10.27       | 0       | ±0      |  |
| | Frente de la Esperanza (FE)            | 393          | 2.24         | Nuevo        | 0       | ±0      |  |
| |                                        |              |              |              |         |         |  |
| Total | Total                                  | 17,532       |              |              | 2       | +1      |  |
| |                                        |              |              |              |         |         |  |
| Votos válidos | Votos válidos                          | 17,532       | 67.13        | –11.17       |         |         |  |
| Votos en blanco | Votos en blanco                        | 7,376        | 28.24        | +15.29       |         |         |  |
| Votos nulos | Votos nulos                            | 1,209        | 4.63         | –4.12        |         |         |  |
| Votos emitidos | Votos emitidos                         | 26,117       | 69.88        | –3.15        |         |         |  |
| Abstenciones | Abstenciones                           | 11,255       | 30.12        | +3.15        |         |         |  |
| Votantes registrados                                                                                                | Votantes registrados                   | 37,372       |              |              |         |         |  |
| |                                        |              |              |              |         |         |  |
| Fuente: |                                        |              |              |              |         |         |  |
| Notas al pie: 1 Comparado con los resultados de Tecnología de Punta para Ayacucho (TEPA) en las elecciones de 2018. |                                        |              |              |              |         |         |  |
| Notas al pie: |                                        |              |              |              |         |         |  |
| 1 Comparado con los resultados de Tecnología de Punta para Ayacucho (TEPA) en las elecciones de 2018.               |                                        |              |              |              |         |         |  |

Parinacochas
| Partidos y coaliciones                                                                                              | Partidos y coaliciones                 | Voto popular | Voto popular | Voto popular | Escaños | Escaños |  |
| Partidos y coaliciones                                                                                              | Partidos y coaliciones                 | Votos        | %            | ±pp          | Total   | +/−     |  |
| --- | -------------------------------------- | ------------ | ------------ | ------------ | ------- | ------- |  |
| | Movimiento Regional AGUA (AGUA)        | 4,659        | 48.22        | Nuevo        | 1       | +1      |  |
| | Movimiento Regional Gana Ayacucho (GA) | 2,730        | 28.26        | +16.69       | 0       | ±0      |  |
| | Movimiento Regional Wari Llaqta (WL)1  | 1,927        | 19.95        | +17.65       | 0       | ±0      |  |
| | Alianza para el Progreso (APP)         | 250          | 2.59         | –9.02        | 0       | ±0      |  |
| | Frente de la Esperanza (FE)            | 95           | 0.98         | Nuevo        | 0       | ±0      |  |
| |                                        |              |              |              |         |         |  |
| Total | Total                                  | 9,661        |              |              | 1       | ±0      |  |
| |                                        |              |              |              |         |         |  |
| Votos válidos | Votos válidos                          | 9,661        | 75.34        | –8.45        |         |         |  |
| Votos en blanco | Votos en blanco                        | 2,511        | 19.58        | +8.75        |         |         |  |
| Votos nulos | Votos nulos                            | 652          | 5.08         | –0.31        |         |         |  |
| Votos emitidos | Votos emitidos                         | 12,824       | 66.95        | –4.65        |         |         |  |
| Abstenciones | Abstenciones                           | 6,330        | 33.05        | +4.65        |         |         |  |
| Votantes registrados                                                                                                | Votantes registrados                   | 19,154       |              |              |         |         |  |
| |                                        |              |              |              |         |         |  |
| Fuente: |                                        |              |              |              |         |         |  |
| Notas al pie: 1 Comparado con los resultados de Tecnología de Punta para Ayacucho (TEPA) en las elecciones de 2018. |                                        |              |              |              |         |         |  |
| Notas al pie: |                                        |              |              |              |         |         |  |
| 1 Comparado con los resultados de Tecnología de Punta para Ayacucho (TEPA) en las elecciones de 2018.               |                                        |              |              |              |         |         |  |

Páucar del Sara Sara
| Partidos y coaliciones                                                                                              | Partidos y coaliciones                 | Voto popular | Voto popular | Voto popular | Escaños | Escaños |  |
| Partidos y coaliciones                                                                                              | Partidos y coaliciones                 | Votos        | %            | ±pp          | Total   | +/−     |  |
| --- | -------------------------------------- | ------------ | ------------ | ------------ | ------- | ------- |  |
| | Movimiento Regional AGUA (AGUA)        | 1,115        | 27.87        | Nuevo        | 1       | +1      |  |
| | Movimiento Regional Gana Ayacucho (GA) | 1,018        | 25.44        | +8.52        | 0       | ±0      |  |
| | Frente de la Esperanza (FE)            | 734          | 18.35        | Nuevo        | 0       | ±0      |  |
| | Alianza para el Progreso (APP)         | 653          | 16.32        | +4.61        | 0       | ±0      |  |
| | Movimiento Regional Wari Llaqta (WL)1  | 481          | 12.02        | +1.24        | 0       | ±0      |  |
| |                                        |              |              |              |         |         |  |
| Total | Total                                  | 4,001        |              |              | 1       | ±0      |  |
| |                                        |              |              |              |         |         |  |
| Votos válidos | Votos válidos                          | 4,001        | 80.05        | –1.95        |         |         |  |
| Votos en blanco | Votos en blanco                        | 689          | 13.79        | +1.80        |         |         |  |
| Votos nulos | Votos nulos                            | 308          | 6.16         | +0.15        |         |         |  |
| Votos emitidos | Votos emitidos                         | 4,998        | 72.13        | –0.22        |         |         |  |
| Abstenciones | Abstenciones                           | 1,931        | 27.87        | +0.22        |         |         |  |
| Votantes registrados                                                                                                | Votantes registrados                   | 6,929        |              |              |         |         |  |
| |                                        |              |              |              |         |         |  |
| Fuente: |                                        |              |              |              |         |         |  |
| Notas al pie: 1 Comparado con los resultados de Tecnología de Punta para Ayacucho (TEPA) en las elecciones de 2018. |                                        |              |              |              |         |         |  |
| Notas al pie: |                                        |              |              |              |         |         |  |
| 1 Comparado con los resultados de Tecnología de Punta para Ayacucho (TEPA) en las elecciones de 2018.               |                                        |              |              |              |         |         |  |

Sucre
| Partidos y coaliciones                                                                                              | Partidos y coaliciones                 | Voto popular | Voto popular | Voto popular | Escaños | Escaños |  |
| Partidos y coaliciones                                                                                              | Partidos y coaliciones                 | Votos        | %            | ±pp          | Total   | +/−     |  |
| --- | -------------------------------------- | ------------ | ------------ | ------------ | ------- | ------- |  |
| | Movimiento Regional AGUA (AGUA)        | 1,834        | 42.40        | Nuevo        | 1       | +1      |  |
| | Movimiento Regional Wari Llaqta (WL)1  | 1,558        | 36.02        | +33.77       | 0       | ±0      |  |
| | Movimiento Regional Gana Ayacucho (GA) | 588          | 13.60        | +2.21        | 0       | ±0      |  |
| | Alianza para el Progreso (APP)         | 326          | 7.54         | –7.38        | 0       | ±0      |  |
| | Frente de la Esperanza (FE)            | 19           | 0.44         | Nuevo        | 0       | ±0      |  |
| |                                        |              |              |              |         |         |  |
| Total | Total                                  | 4,325        |              |              | 1       | ±0      |  |
| |                                        |              |              |              |         |         |  |
| Votos válidos | Votos válidos                          | 4,325        | 71.04        | –10.19       |         |         |  |
| Votos en blanco | Votos en blanco                        | 1,547        | 25.41        | +14.49       |         |         |  |
| Votos nulos | Votos nulos                            | 216          | 3.55         | –4.30        |         |         |  |
| Votos emitidos | Votos emitidos                         | 6,088        | 72.90        | +0.02        |         |         |  |
| Abstenciones | Abstenciones                           | 2,263        | 27.10        | –0.02        |         |         |  |
| Votantes registrados                                                                                                | Votantes registrados                   | 8,351        |              |              |         |         |  |
| |                                        |              |              |              |         |         |  |
| Fuente: |                                        |              |              |              |         |         |  |
| Notas al pie: 1 Comparado con los resultados de Tecnología de Punta para Ayacucho (TEPA) en las elecciones de 2018. |                                        |              |              |              |         |         |  |
| Notas al pie: |                                        |              |              |              |         |         |  |
| 1 Comparado con los resultados de Tecnología de Punta para Ayacucho (TEPA) en las elecciones de 2018.               |                                        |              |              |              |         |         |  |

Víctor Fajardo
| Partidos y coaliciones                                                                                              | Partidos y coaliciones                 | Voto popular | Voto popular | Voto popular | Escaños | Escaños |  |
| Partidos y coaliciones                                                                                              | Partidos y coaliciones                 | Votos        | %            | ±pp          | Total   | +/−     |  |
| --- | -------------------------------------- | ------------ | ------------ | ------------ | ------- | ------- |  |
| | Movimiento Regional Wari Llaqta (WL)1  | 4,055        | 39.15        | +34.78       | 1       | +1      |  |
| | Movimiento Regional AGUA (AGUA)        | 3,291        | 31.78        | Nuevo        | 0       | ±0      |  |
| | Movimiento Regional Gana Ayacucho (GA) | 2,220        | 21.43        | –1.78        | 0       | ±0      |  |
| | Alianza por Nuestro Desarrollo (ANDE)  | 663          | 6.40         | Nuevo        | 0       | ±0      |  |
| | Frente de la Esperanza (FE)            | 128          | 1.24         | Nuevo        | 0       | ±0      |  |
| |                                        |              |              |              |         |         |  |
| Total | Total                                  | 10,357       |              |              | 1       | ±0      |  |
| |                                        |              |              |              |         |         |  |
| Votos válidos | Votos válidos                          | 10,357       | 77.88        | –0.27        |         |         |  |
| Votos en blanco | Votos en blanco                        | 2,225        | 16.73        | +5.29        |         |         |  |
| Votos nulos | Votos nulos                            | 717          | 5.39         | –5.01        |         |         |  |
| Votos emitidos | Votos emitidos                         | 13,299       | 71.13        | –2.83        |         |         |  |
| Abstenciones | Abstenciones                           | 5,398        | 28.87        | +2.83        |         |         |  |
| Votantes registrados                                                                                                | Votantes registrados                   | 18,697       |              |              |         |         |  |
| |                                        |              |              |              |         |         |  |
| Fuente: |                                        |              |              |              |         |         |  |
| Notas al pie: 1 Comparado con los resultados de Tecnología de Punta para Ayacucho (TEPA) en las elecciones de 2018. |                                        |              |              |              |         |         |  |
| Notas al pie: |                                        |              |              |              |         |         |  |
| 1 Comparado con los resultados de Tecnología de Punta para Ayacucho (TEPA) en las elecciones de 2018.               |                                        |              |              |              |         |         |  |

Vilcashuamán
| Partidos y coaliciones                                                                                              | Partidos y coaliciones                 | Voto popular | Voto popular | Voto popular | Escaños | Escaños |  |
| Partidos y coaliciones                                                                                              | Partidos y coaliciones                 | Votos        | %            | ±pp          | Total   | +/−     |  |
| --- | -------------------------------------- | ------------ | ------------ | ------------ | ------- | ------- |  |
| | Movimiento Regional AGUA (AGUA)        | 3,606        | 34.40        | Nuevo        | 1       | +1      |  |
| | Movimiento Regional Wari Llaqta (WL)1  | 3,524        | 33.61        | +28.58       | 0       | ±0      |  |
| | Alianza por Nuestro Desarrollo (ANDE)  | 2,739        | 26.13        | Nuevo        | 0       | ±0      |  |
| | Movimiento Regional Gana Ayacucho (GA) | 562          | 5.36         | –23.03       | 0       | –1      |  |
| | Frente de la Esperanza (FE)            | 53           | 0.51         | Nuevo        | 0       | ±0      |  |
| |                                        |              |              |              |         |         |  |
| Total | Total                                  | 10,484       |              |              | 1       | ±0      |  |
| |                                        |              |              |              |         |         |  |
| Votos válidos | Votos válidos                          | 10,484       | 81.11        | –1.08        |         |         |  |
| Votos en blanco | Votos en blanco                        | 1,291        | 9.99         | –0.80        |         |         |  |
| Votos nulos | Votos nulos                            | 1,150        | 8.90         | +1.88        |         |         |  |
| Votos emitidos | Votos emitidos                         | 12,925       | 74.40        | –1.37        |         |         |  |
| Abstenciones | Abstenciones                           | 4,447        | 25.60        | +1.37        |         |         |  |
| Votantes registrados                                                                                                | Votantes registrados                   | 17,372       |              |              |         |         |  |
| |                                        |              |              |              |         |         |  |
| Fuente: |                                        |              |              |              |         |         |  |
| Notas al pie: 1 Comparado con los resultados de Tecnología de Punta para Ayacucho (TEPA) en las elecciones de 2018. |                                        |              |              |              |         |         |  |
| Notas al pie: |                                        |              |              |              |         |         |  |
| 1 Comparado con los resultados de Tecnología de Punta para Ayacucho (TEPA) en las elecciones de 2018.               |                                        |              |              |              |         |         |  |

### Autoridades electas
| Cargo                                                     | Autoridad electa | Autoridad electa           | Partido político | Partido político                |
| --------------------------------------------------------- | ---------------- | -------------------------- | ---------------- | ------------------------------- |
| Gobernador Regional de Ayacucho                           |                  | Wilfredo Oscorima Núñez    |                  | Movimiento Regional Wari Llaqta |
| Vicegobernadora Regional de Ayacucho                      |                  | Tania Vila Sosa            |                  | Movimiento Regional Wari Llaqta |
| Consejero Regional de Ayacucho (por Cangallo)             |                  | Héctor Cárdenas Castro     |                  | Movimiento Regional AGUA        |
| Consejero Regional de Ayacucho (por Cangallo)             |                  | Wilmer Alarcón Alacote     |                  | Movimiento Regional Wari Llaqta |
| Consejero Regional de Ayacucho (por Huamanga)             |                  | Eduar Gutiérrez Patiño     |                  | Movimiento Regional Wari Llaqta |
| Consejero Regional de Ayacucho (por Huamanga)             |                  | Leoncio Reyes Benites      |                  | Movimiento Regional Wari Llaqta |
| Consejero Regional de Ayacucho (por Huamanga)             |                  | Teófilo Cuba Condori       |                  | Movimiento Regional AGUA        |
| Consejera Regional de Ayacucho (por Huanca Sancos)        |                  | Maritza Cayampi Espillco   |                  | Movimiento Regional AGUA        |
| Consejero Regional de Ayacucho (por Huanta)               |                  | Julio Valdez Cárdenas      |                  | Movimiento Regional AGUA        |
| Consejero Regional de Ayacucho (por Huanta)               |                  | Luz Valdez Romani          |                  | Movimiento Regional Wari Llaqta |
| Consejero Regional de Ayacucho (por La Mar)               |                  | Harlam Vila Espinoza       |                  | Movimiento Regional Wari Llaqta |
| Consejero Regional de Ayacucho (por La Mar)               |                  | Cristhian Sosa Ayala       |                  | Movimiento Regional AGUA        |
| Consejero Regional de Ayacucho (por Lucanas)              |                  | Cristian Navarrete Lizarbe |                  | Movimiento Regional AGUA        |
| Consejero Regional de Ayacucho (por Lucanas)              |                  | César Rojas Allcca         |                  | Movimiento Regional Wari Llaqta |
| Consejero Regional de Ayacucho (por Parinacochas)         |                  | Johon Huachaca Amao        |                  | Movimiento Regional AGUA        |
| Consejero Regional de Ayacucho (por Páucar del Sara Sara) |                  | Yulisa Paytan Teves        |                  | Movimiento Regional AGUA        |
| Consejero Regional de Ayacucho (por Sucre)                |                  | Juan Meléndez Valencia     |                  | Movimiento Regional AGUA        |
| Consejero Regional de Ayacucho (por Víctor Fajardo)       |                  | Cristian Palomino Cárdenas |                  | Movimiento Regional Wari Llaqta |
| Consejero Regional de Ayacucho (por Vilcashuamán)         |                  | Vidal Palomino Cárdenas    |                  | Movimiento Regional AGUA        |